# 金井忠男
金井忠男（かない ただお、1944年 - ）は、日本の医師。専門は肛門学。東京都出身。

## 経歴
1970年に横浜市立大を卒業。1981年に所沢肛門病院を開設。2004年に埼玉県医師会常任理事となり、2010年に埼玉県医師会会長に就任。BS-iの医療番組「医者がすすめる専門医」に「痔」の専門医として出演（2005年）。2010年3月20日、「良識ある日医役員選挙を望みます」と題する文書を関東甲信越医師会連合会の日医代議員にあてて送付。2011年12月7日県費助成等の要望で日本共産党埼玉県議会に来庁。党県議団に対して協力要請する。また「TPPによって、医療についても一緒にして例外なく垣根を取り払おうとするならば反対」と語る。埼玉初の共産党との懇談会を実施。医療格差解消へコメントを述べる。

## 論文
- 痔核に対する内服用ブロメライン製剤（エデマーゼD）の臨床効果（共著者）[7]

## 所属
- 日本医師連盟[8]
- 公益財団法人日本対がん協会[9]
- 公益財団法人予防医学事業中央会[10]
- 公益財団法人埼玉県健康づくり事業団[11]
- 日本医師会[12]
- 埼玉県ユニセフ協会[13]
- 埼玉県医師会[14]
- 財団法人高齢者眼疾患研究団体[15]
- 社団法人埼玉県鍼灸師会[16]